# مونته‌رودونی
مونته‌رودونی (به ایتالیایی: Monteroduni) یک کومونه در ایتالیا است که در استان ایسرنیا واقع شده‌است.

## خصوصیات
مونته‌رودونی ۳۷٫۰ کیلومترمربع مساحت و ۲٬۱۹۵ نفر جمعیت دارد و ۴۷۶ متر بالاتر از سطح دریا واقع شده‌است.